# Paul Wessel
Paul Wessel, né le 9 avril 1904 à Plauen et mort le 20 janvier 1967 à Berlin, est un homme politique allemand, membre du Petit Secrétariat du Politburo du Parti socialiste unifié d'Allemagne en République démocratique allemande.

## Biographie
Fils d'ouvrier, il suit un apprentissage de métallurgiste puis une formation supérieure en école de commerce et travaillé comme comptable jusqu'en 1926. Il rejoint la Jeunesse ouvrière socialiste en 1918 et est membre du Parti social-démocrate d'Allemagne de 1921 à 1932, et correspondant du groupe parlementaire SPD en Saxe de 1926 à 1927. En 1924, il suit les cours de l'école du parti à Gera/Tinz. De 1929 à 1938, il est ouvrier dans l'industrie chimique à Wolfen. En 1932/33, il est membre du Parti socialiste ouvrier d'Allemagne. En 1938, il dirige une filature de soie artificielle à Athènes puis séjourne en Suisse et en Italie. De 1939 à 1946, il est contremaître à l'usine de films Agfa à Wolfen.
À partir de juillet 1945, il est président du groupe local SPD Wolfen, et en 1946 chef du département économique du SPD pour la province de Saxe à Halle-sur-Saale, après la fusion forcée du SPD et du KPD.
En 1946, il est élu au parlement du Land de Saxe-Anhalt. Il y préside la commission économique et est membre de la commission des transports. Le 31 mars 1950, il démissionne de son mandat au parlement de l'État.
Le 14 décembre 1948, il est élu à la Commission économique allemande de la zone d'occupation soviétique en même temps que le futur dirigeant Walter Ulbricht par le parlement du Land. Lors de la fondation de la RDA en octobre 1949, il est élu à la Chambre populaire provisoire et en novembre 1949 au Comité économique nouvellement formé de la Chambre populaire. De 1949 à 1951, il est membre du Petit Secrétariat du Politburo de l'exécutif du parti SED.
En tant qu'ancien membre du SPD, Paul Wessel est victime des purges internes au parti au début des années 1950. Outre Käthe Kern, il est le seul membre du parlement de l'État issu de l'ancien SPD à avoir survécu à ces purges. La sécurité d'Etat naissante avait alors créé le fichier collectif Salpeter pour lutter  contre la « social-démocratie », fichier dans lequel les anciens membres du SPD, dont Paul Wessel, étaient enregistrés et contrôlés. Paul Wessel y est mentionné comme un fidèle partisan du SED. Néanmoins, un ancien social-démocrate comme lui est alors considéré comme une menace au Politburo. Il est évincé mais on s'efforce de sauver les apparences : Wessel est envoyé au l'École du parti Karl Marx à la mi-1950. Comme cela l'empêche d'assister au congrès du parti SED, il ne peut ni se représenter ni être réélu.
Il est ensuite directeur adjoint du Centre chimique allemand (DHZ) de 1951 à 1960, directeur général adjoint et chef du département de politique commerciale de la Société de commerce extérieur et du commerce minier.
Après l'insurrection de juin 1953 en Allemagne de l'Est, il est à nouveau pris pour cible par les autorités. La Stasi, le secrétaire du parti au Travail et la Commission de contrôle du parti du district cherchent des preuves de ses sentiments hostiles au parti. Cependant, il ne trouvent que des fautes mineures : ne pas avoir porté d'insigne du parti pendant une semaine, avoir utilisé le mot « Vopo » (pour Volkspolizei), mot qui est classé comme vocabulaire du média ennemi RIAS. Paul Wessel appartient également au cercle d'amis de l'ancien président du Landtag Bruno Böttge. Après son arrestation, le ministère de la Sécurité d'État conseille l'arrestation de Wessel. Un conflit de compétence entre la Stasi de Magdebourg et Halle lui épargne ce sort, cependant il reste sous surveillance de la Stasi.
De 1961 à 1965, il est conseiller commercial à l'ambassade de la RDA à Pyongyang puis employé au ministère du Commerce extérieur et du Commerce intérieur allemand.

## Distinctions
- 1960 : Bannière du Travail